# NGC 2321
NGC 2321 é uma galáxia espiral barrada (SBa) localizada na direcção da constelação de Lynx. Possui uma declinação de +50° 45' 24" e uma ascensão recta de 7 horas, 05 minutos e 58,9 segundos.
A galáxia NGC 2321 foi descoberta em 18 de Dezembro de 1849 por William Parsons.